# ایستگاه سیار
ایستگاه سیار شامل همه تجهیزات کاربر و نرم‌افزارهای مورد نیاز برای ارتباط با شبکه سلولی می شود.
ایستگاه سیار به سامانه جهانی متصل به شبکه سلولی، مانند تلفن همراه، یا لپ‌تاپ اشاره می‌کند که از آداپتور پهن‌باند سیار استفاده می‌کنند. این واژگان در سامانه‌های نسل دوم شبکه تلفن همراه (2G) مانند سامانهٔ جهانی ارتباطات سیار (جی‌اس‌ام) استفاده می‌شود. در سامانه‌های نسل سوم شبکه تلفن همراه (3G)، ایستگاه سیار به تجهیزات کاربری اشاره می‌کند.

## مشخصه‌های اصلی
در سامانهٔ جهانی ارتباطات سیار (جی‌اس‌ام) ایستگاه سیار، چهار مشخصه اصلی را در بر می‌گیرد:
- پایان‌دهنده سیار: عملکردهای متداولی مانند تراگسیل و هند آف بی‌سیم، کدگذاری گفتار، تشخیص و تصحیح خطا، سیگنالینگ، و دسترسی به سیم‌کارت را فراهم می‌کند. کد شناسه جهانی تجهیزات سیار (IMEI) وابسته به پایان‌دهنده سیار است. پایان‌دهنده سیار، همتای پایان‌دهنده شبکه در شبکه دیجیتالی خدمات یکپارچه است.
- تجهیزات ترمینال: هرگونه دستگاهی است که به خدمات سیار وصل می‌شود و به کاربر، خدمات می‌دهد. سخت‌افزار شبکه، هیچ کارکرد خاصی در سامانه جی‌اس‌ام ندارد.
- آداپتور ترمینال: دسترسی به پایان‌دهنده سیار را به گونه‌ای فراهم می‌کند که کارکردی مانند پایان‌دهنده شبکه در شبکه دیجیتالی خدمات یکپارچه با توانایی‌های گسترده داشته باشد. ارتباط بین تجهیزات ترمینال و پایان‌دهنده سیار در آداپتور ترمینال، با مجموعه دستورهای هایس برقرار می‌شود.
- واحد شناسندهٔ مشترک (سیم‌کارت): یک شناسنده جداشدنی مشترک است که شناسه بین‌المللی مشترک سیار را در خود ذخیره می‌کند. سیم‌کارت، شناسنده بین‌المللی مشترک سیار را با اپراتور شبکه سیار و دیگر داده‌ها همرسانی می‌کند.

در یک تلفن همراه، پایان‌دهنده سیار، تجهیزات ترمینال، و آداپتور ترمینال در یک بخش قرار دارند. با این حال، پایان‌دهنده سیار و تجهیزات ترمینال، بیشتر با پردازشگرهای جداگانه کار می‌کنند. پرداشگر اپلیکیشن به عنوان تجهیزات ترمینال عمل می‌کند درحالیکه پردازشگر پایه به عنوان پایان‌دهنده سیار عمل می‌کند. ارتباط بین این دو با گذرگاهی که از مجموعه دستورهای هایس استفاده می‌کند برقرار می‌شود.